# هری پاتر و محفل ققنوس (فیلم)
هری پاتر و محفل ققنوس (به انگلیسی: Harry Potter and the Order of the Phoenix) فیلمی فانتزی محصول سال ۲۰۰۷ بریتانیا و به کارگردانی دیوید یتس و نویسندگی مایکل گولدن‌برگ است که بر اساس رمانی به همین نام نوشتهٔ جی.کی. رولینگ ساخته شده‌است. این پنجمین قسمت در مجموعه فیلم‌های هری پاتر محسوب می‌شد که دنبالهٔ هری پاتر و جام آتش و پیش از هری پاتر و شاهزاده دورگه است و  محفل ققنوس با فروشی معادل ۹۴۰ میلیون دلار در سراسر جهان عنوان دومین فیلم پرفروش سال ۲۰۰۷ پس از دزدان دریایی کارائیب: پایان جهان لقب گرفت.
هری پاتر و محفل ققنوس
در این سال هری پاتر در مقطع پنجم دروس هاگوارتز است و باید امتحانات سمج (سطوح مقدماتی جادوگری) بدهد.و...

## لیست کامل بازیگران
- دنیل ردکلیف در نقش هری پاتر (شخصیت)، یک جادوگر ۱۵ساله بریتانیایی که به دلیل زنده ماندن از طلسم جادوگر سیاه شرور لرد ولدمورت در هنگام مرگ پدر و مادرش مشهور شده‌است، و حالا وارد پنجمین سال تحصیلی خود در مدرسهٔ علوم و فنون جادوگری هاگوارتز می‌شود.
- اما واتسون در نقش هرماینی گرنجر، بهترین دوست هری که مشنگ‌زاده و مغز متفکر گروه سه نفرهٔ آن‌هاست.
- روپرت گرینت در نقش رون ویزلی، بهترین دوست هری در هاگوارتز.
- هلنا بونهام کارتر در نقش بلاتریکس لسترنج.
- رابی کالترین در نقش روبیوس هاگرید، شکاربان و استاد جدید مراقبت از موجودات جادویی هاگوارتز.
- وارویک دیویس در نقش فلیت ویک،استاد درس ورد های جادویی.
- برندن گلیسون در نقش مودی چشم بابا قوری.
- رالف فاینس در نقش لرد ولدمورت.
- مایکل گمبون در نقش آلبوس دامبلدور، مدیر هاگوارتز و یکی از بزرگ‌ترین جادوگران تمام دوران.
- ریچارد گریفیتس در نقش ورنون دورسلی، شوهرخالهٔ مشنگ هری.
- جیسون ایساکس در نقش لوسیوس مالفوی،پدر دراکو مالفوی.
- تام فلتون در نقش دراکو مالفوی.
- فیونا شاو در نقش پتونیا دورسلی، خالهٔ مشنگ هری.
- گری اولدمن در نقش سیریوس بلک، پدرخواندهٔ بدنام هری.
- آلن ریکمن در نقش سوروس اسنیپ، استاد معجون‌سازی در هاگوارتز و رئیس گروه اسلیترین.
- ایملدا استنتون در نقش دلورس آمبریج،استاد جدید دفاع درباره جادوی سیاه در هاگوارتز.
- دیوید تیولیس در نقش ریموس لوپین.
- اما تامپسون در نقش سیبیل تریلانی،استاد درس پیشگویی در هاگوارتز.
- جولی والترز در نقش مالی ویزلی،مادر چارلی،پرسی،فرد،جرج،رون و جینی ویزلی و همسر آرتور ویزلی
- جورج هریس در نقش کینگزلی شکلبوت.
- سم بیزلی